# Arvor Hansen
Arvor Hansen (født 5. november 1886, død 19. juni 1962) var en dansk gymnast, som deltog i de olympiske lege 1908 i London og 1912 i Stockholm.
Hansen vandt en olympisk bronzemedalje i gymnastik under OL 1912 i Stockholm. Han var med på det danske hold som kom på andenpladsen i holdkonkurrencen i frit system efter Norge og Finland. Der var fem hold fra fem nationer som var med i konkurrencen som blev afholdt på Stockholms Stadion. Der var mellem 16 og 40 deltagere på hvert hold. I den individuelle mangekamp kom han på 26. pladsen.
Fire år tidligere, under OL 1908 i London, kom han på fjerdepladsen i holdkonkurrencen i mangekamp.

## OL-medaljer
- 1912  Stockholm -  Bronze i gymnastik, holdkonkurrencen i frit system (Danmark)